# Přebor Olomouckého kraje 2016/2017
V soubojích 26. ročníku Přeboru Olomouckého kraje 2016/17 (jedna ze skupin 5. fotbalové ligy) se utkalo 15 týmů každý s každým dvoukolovým systémem podzim–jaro. Tento ročník začal v sobotu 6. srpna 2016 úvodními třemi zápasy 1. kola a skončil v neděli 11. června 2017 zbývajícím zápasem 30. kola a celého ročníku (TJ Sokol Ústí – TJ Jiskra Rapotín 3:0).
Mužstvo FK Mohelnice „B“ se před sezonou odhlásilo a soutěže se tak účastnilo 15 mužstev namísto tradičních šestnácti. Vzhledem k lichému počtu účastníků mělo v každém kole jedno mužstvo tzv. volný los, tedy v tomto kole nehrálo. Obdobná situace nastala i v ročnících 1995/96, 2004/05 a 2013/14.

## Nové týmy v sezoně 2016/17
- Z Divize D 2015/16 ani z Divize E 2015/16 nesestoupilo do Přeboru Olomouckého kraje žádné mužstvo.
- Ze skupin I. A třídy Olomouckého kraje 2015/16 postoupila mužstva TJ Jiskra Rapotín (vítěz skupiny A) a TJ Sigma Lutín (vítěz skupiny B).[3]

## Nejlepší střelec
Nejlepším střelcem ročníku se stal Tomáš Los z TJ Sigma Lutín, který vstřelil 19 branek ve 28 startech.

## Konečná tabulka
Zdroj: 
| Poř. | Tým                          | Z  | V  | R     | P  | VG | OG | B  |
| ---- | ---------------------------- | -- | -- | ----- | -- | -- | -- | -- |
| 1.   | TJ Sokol Ústí                | 28 | 22 | 2 / 1 | 3  | 83 | 31 | 71 |
| 2.   | TJ Sokol Velké Losiny        | 28 | 19 | 1 / 5 | 3  | 52 | 25 | 64 |
| 3.   | SK Sulko Zábřeh              | 28 | 18 | 2 / 2 | 6  | 51 | 35 | 60 |
| 4.   | FK Šternberk                 | 28 | 17 | 2 / 3 | 6  | 64 | 33 | 58 |
| 5.   | TJ Sigma Lutín (N)           | 28 | 11 | 4 / 3 | 10 | 51 | 40 | 44 |
| 6.   | TJ Medlov                    | 28 | 12 | 2 / 1 | 13 | 56 | 44 | 41 |
| 7.   | 1. HFK Olomouc „B“           | 28 | 12 | 1 / 3 | 12 | 61 | 47 | 41 |
| 8.   | FC Dolany                    | 28 | 11 | 2 / 1 | 14 | 42 | 51 | 38 |
| 9.   | TJ Jiskra Rapotín (N)        | 28 | 10 | 3 / 2 | 13 | 37 | 65 | 38 |
| 10.  | TJ FC Hněvotín               | 28 | 12 | 1 / 0 | 15 | 55 | 52 | 38 |
| 11.  | FC Kralice na Hané           | 28 | 7  | 7 / 2 | 12 | 44 | 48 | 37 |
| 12.  | FC Želatovice                | 28 | 7  | 5 / 1 | 15 | 42 | 51 | 32 |
| 13.  | FK Slavoj Kojetín-Kovalovice | 28 | 5  | 3 / 4 | 16 | 37 | 63 | 25 |
| 14.  | TJ Sokol Určice              | 28 | 6  | 1 / 3 | 18 | 38 | 89 | 23 |
| 15.  | SK Chválkovice               | 28 | 5  | 0 / 5 | 18 | 24 | 63 | 20 |

Poznámky:
- Z = Odehrané zápasy; V = Vítězství; R = Remízy; P = Prohry; VG = Vstřelené góly; OG = Obdržené góly; B = Body; (S) = Mužstvo sestoupivší z vyšší soutěže; (N) = Mužstvo postoupivší z nižší soutěže (nováček)
- Od ročníku 2016/17 včetně se hraje v Olomouckém kraji tímto způsobem: Pokud zápas skončí nerozhodně, kope se penaltový rozstřel. Jeho vítěz bere 2 body, poražený pak jeden bod. Za výhru po 90 minutách jsou 3 body, za prohru po 90 minutách není žádný bod.

|  | Postup do Divize E 2017/18                             |
|  | Sestup do I. A třídy Olomouckého kraje – sk. A 2017/18 |
|  | Sestup do I. A třídy Olomouckého kraje – sk. B 2017/18 |